# 진월초등학교 (전남)
진월초등학교는 대한민국 전라남도 광양시에 있는 공립 초등학교이다.

## 학교 연혁
- 1967년 11월 30일 진월국민학교 선소분교장 설치
- 1969년 9월 3일 진월남국민학교로 승격 개교
- 1996년 3월 1일 구 진월초등학교, 진월남초등학교 마룡분교장 격하
- 2002년 3월 1일 마룡분교장통폐합, 진월초등학교 개명
- 2007년 3월 1일 오신분교장 통합
- 2014년 3월 1일 월길분교장 통합

## 참고 자료
- 진월초등학교 - 한국교육학술정보원 학교알리미